# Євгенія
Євге́нія — християнське жіноче ім'я, походить від грец. Ευγενία «благородна».
Жіноча форма імені Євген.

## Варіанти
Жіноче ім'я — Євгенія.
У народній мові Ївга, проте у радянські часи було внормовано винятково один варіант, майже дослівну транслітерацію з російської — Євгенія (рос. Евгения «Євґєнія»). На той час були й інші подібні до чинного варіанти, такі як Евгенія або Йоганія. Сучасна українська транслітерація - "Yevheniia". Зменшувально-пестливі форми — Ґеня, Ґена, Женя, Женічка.
Згадки у літературних творах:
- Ї́вга не пасува́ла до сво́го те́много за́кутку (Грінч.)
- Піднялась охочим серцем Ївга до підпомоги (Г.Барвінок)
- Так і бризнулася Ївга губернаторові в ноги. (Кв.)
- Ївга заробила в мене грошенят на байбарак ід Великодню. (Г. Барв. 251.)
- Піднялась охочим серцем Ївга до підпомоги. (Г. Барв. 249.)
- Нехай же Ївга нічого не росказує та сяде поштиво. (О. 1861. XI. Кух. 25.)
- Ївга не дала нікому росковувати Левка, сама зняла залізо. (Кв. П. 263.)
- Брехня сьому, єй же то Богу брехня! — так роспадалась Ївга, вже осмілившись зовсім. (Кв. II. 249.)
- Не вгамовується Ївга. (Мир. Пов. І. 144.)
- Зараз Левка стали заганяти; насилу встигла йому Ївга подати сорочечку. (Кв. ІІ. 228. "Залозецький М.)

Також маємо переклад у Російсько-українському словнику 1930 року О. Ізюмова
- Евгения — Ї́вга, -ги.

## Відомі носійки
- Кузнецова Ївга Федорівна (28 листопада 1913, Шостка — 1968, Київ) — українська громадська діячка, учасниця руху шістдесятників, виготовляла і поширювали самвидав.
- Спаська Ївга Георгіївна — українська етнознавиця, мистецтвознавиця, дослідниця української, кримськотатарської, казахської та киргизької етнографії.